# Heterophyllaea pustulata
Heterophyllaea pustulata är en måreväxtart som beskrevs av Joseph Dalton Hooker. Heterophyllaea pustulata ingår i släktet Heterophyllaea och familjen måreväxter. Inga underarter finns listade i Catalogue of Life.